# Дамсдорф
Дамсдорф (нем. Damsdorf) — община в Германии, в земле Шлезвиг-Гольштейн.
Впервые упоминается в XIV веке.
Входит в состав района Зегеберг. Подчиняется управлению Борнхёфед.  Население составляет 244 человека (на 31 декабря 2010 года). Занимает площадь 7,76 км².